# Santo contra los secuestradores
Santo contra los secuestradores  és una pel·lícula d'acció i drama mexicana de 1972, dirigida per Federico Curiel i protagonitzada per El Santo i Rossy Mendoza.

## Argument
Pedro Miller, un antic falsificador de moneda, és segrestat per una banda de falsificadors establerta a Equador per tal de fer una falsificació a gran escala. Com que amenaça l'estabilitat econòmica d'Amèrica Llatina, L’Oficina d’Investigacions Especials de la Interpol contacta amb El Santo, que es troba de vacances, i l'envia a l'Equador a rescatar-lo amb l'ajut de l'agent Rosita i Elsa, la germana de Pedro.

## Repartiment
- El Santo com Santo El Enmascarado de Plata
- Ernesto Albán com Don Evaristo
- Guillermo Gálvez com Cesar
- Rossy Mendoza com Elsa Miller
- Fernando Osés com Carlos
- Carlos Suárez com Don Justo
- Óscar Guerra com Zarzocita
- Ismael Ramírez
- John Bell
- Lastenia Rivadeneira
- Ximena Vega
- Angelita Cornejo
- Nancy Sartore
- Osvaldo Roberti
- Jorge Estella
- Carlos Guerra
- Marcelo Guerra
- Carlos Camacho Espiritu
- Elizabeth Sartore com Doctora Rosita Martínez